# Italienische Fußballnationalmannschaft der Frauen/Weltmeisterschaften
Der Artikel beinhaltet eine ausführliche Darstellung der italienischen Fußballnationalmannschaft der Frauen bei Weltmeisterschaften. Italien hatte bereits bei der ersten inoffiziellen Weltmeisterschaft der Frauen 1970 den „Vizeweltmeistertitel“ errungen und bei der zweiten inoffiziellen WM den dritten Platz belegt. Die Italienerinnen nahmen danach zwar an allen bisher ausgetragenen EM-Endrunden teil und haben dort auch zweimal das Finale erreicht, konnten sich aber bisher nur viermal für die WM-Endrunde der FIFA qualifizieren und dabei noch nicht an die Erfolge ihrer männlichen Kollegen anknüpfen. In der ewigen Tabelle belegten sie vor der WM 2019 den 15. Platz und verbesserten sich durch den Viertelfinaleinzug auf Platz 12, fielen aber nach dem Finaleinzug der Niederländerinnen auf den 13. Platz zurück. Durch das Vorrundenaus bei der WM 2023 und den WM-Sieg der Spanierinnen verloren sie einen weiteren Platz.

## Die Nationalmannschaft bei inoffiziellen und offiziellen Weltmeisterschaften

### Übersicht
| Jahr | Gastgeberland         | Teilnahme bis …    | Gegner                         | Ergebnis | Trainer          | Bemerkungen und Besonderheiten |
| ---- | --------------------- | ------------------ | ------------------------------ | -------- | ---------------- | --- |
| 1970 | Italien               | Finale             | Dänemark                       | 2.       |                  | |
| 1971 | Mexiko                | Spiel um Platz 3   | Argentinien                    | 3.       | Cavicchia        | Niederlage im Halbfinale gegen Mexiko |
| 1991 | Volksrepublik China   | Viertelfinale      | Norwegen                       | 5.       | Sergio Guenza    | Niederlage in der Verlängerung |
| 1995 | Schweden              | nicht qualifiziert |                                |          |                  | Im Viertelfinale der EM 1995 an Norwegen gescheitert. |
| 1999 | USA                   | Vorrunde           | Deutschland, Brasilien, Mexiko | 9.       | Carlo Facchin    | Als bester Gruppendritter ausgeschieden |
| 2003 | USA                   | nicht qualifiziert |                                |          |                  | In der Qualifikation an Russland und Island gescheitert, das sich aber auch nicht qualifizieren konnte. |
| 2007 | Volksrepublik China   | nicht qualifiziert |                                |          |                  | In der Qualifikation an Norwegen und der Ukraine gescheitert, die sich aber auch nicht qualifizieren konnte. |
| 2011 | Deutschland           | nicht qualifiziert |                                |          |                  | In der Qualifikation in den interkontinentalen Playoffs an den Vereinigten Staaten gescheitert. |
| 2015 | Kanada                | nicht qualifiziert |                                |          |                  | In der Qualifikation in den europäischen Playoffs an den Niederlanden gescheitert. |
| 2019 | Frankreich            | Viertelfinale      | Niederlande                    | 7.       | Milena Bertolini | In der Qualifikation setzte sich die Mannschaft gegen Belgien, Rumänien, Portugal und Moldau durch. Gegner in der Gruppenphase waren Australien, Brasilien und Jamaika. Als Gruppensieger qualifizierte sich die Mannschaft für die K.o.-Runde |
| 2023 | Australien/Neuseeland | Vorrunde           | China, Schweden, Südafrika     | 22.      | Milena Bertolini | In der Qualifikation trafen die Italienerinnen auf die Schweiz, Rumänien, Kroatien, Moldau und Litauen. |

Anmerkung: Die Spiele bei den beiden inoffiziellen Weltmeisterschaften werden von der FIFA nicht gezählt.

### Statistik
(Angaben inkl. 2023: Neun offizielle Weltmeisterschaften)
- nicht qualifiziert: fünfmal (55,6 %; 1995, 2003, 2007, 2011 und 2015)
- qualifiziert: viermal (44,4 %; 1991, 1999, 2019 und 2023)
  - Vorrunde: zweimal (22,2 %; 1999 und 2023)
  - Viertelfinale: zweimal (22,2 %; 1991 und 2019)

## Die offiziellen Turniere

### WM 1991 in der Volksrepublik China
Für die erste WM der Frauen qualifizierten sich die Italienerinnen als Vierte der Europameisterschaft 1991. Dafür hatten sie sich zunächst in der EM-Qualifikation als Gruppenzweiter hinter Dänemark qualifiziert. Dafür reichten zwei Siege gegen die Schweiz, ein Sieg und ein Remis gegen Spanien sowie ein Remis bei einer Niederlage gegen Dänemark. Im Viertelfinale gegen Schweden reichte nach einem 1:1 in Schweden ein 0:0 im Heimspiel um aufgrund der Auswärtstorregel als einzige Gruppenzweite die EM-Endrunde und die WM zu erreichen. Bei der EM verloren sie dann im Halbfinale gegen Deutschland mit 0:3 und das Spiel um Platz 3 mit 1:2 nach Verlängerung gegen Dänemark.
In der Volksrepublik China trafen sie am 17. November 1991 in Jiangmen in ihrem ersten WM-Spiel auf die als „Chinese Taipei“ antretende Republik China und gewannen mit 5:0. Dabei erzielte Feriana Ferraguzzi das erste WM-Tor für die Italienerinnen und Carolina Morace als erste Spielerin überhaupt drei WM-Tore. Im zweiten Spiel gegen Afrikameister Nigeria gewannen sie dann mit 1:0. Damit standen Italien und Deutschland bereits im Viertelfinale, als sie im letzten Gruppenspiel aufeinandertrafen. Hier behielt der Europameister die Oberhand und gewann mit 2:0. Im Viertelfinale war dann Vize-Europameister Norwegen der Gegner. Norwegen ging zweimal in Führung, aber Italien konnte immer wieder ausgleichen, zuletzt in der 80. Minute, so dass es eine Verlängerung gab. Hier unterlagen sie dann durch einen verwandelten Strafstoß und verabschiedeten sich für acht Jahre von der WM-Bühne.

### WM 1995 in Schweden
Vier Jahre später scheiterten sie im Viertelfinale der EM 1995. In der Qualifikation dazu hatten sie sich noch gegen Frankreich, Portugal und Schottland durchgesetzt. Dabei wurde die Qualifikation nach vier Siegen noch einmal eng, da sie dann in Frankreich nur zu einem 1:1 kamen und das Heimspiel mit 1:2 gegen Portugal verloren. Am Ende hatten sie und die Französinnen 9:3 Punkte, aber noch das bessere Torverhältnis. Im Viertelfinale scheiterten sie dann mit zwei Niederlagen an Norwegen und waren somit weder für die WM noch das erste Fußballturnier der Frauen bei den Olympischen Spielen 1996 qualifiziert an dem nur die acht besten Mannschaften der WM teilnehmen konnten.

### WM 1999 in den USA
Für die dritte Weltmeisterschaft setzte die UEFA erstmals Qualifikationsspiele an. Bis heute ist die UEFA der einzige Kontinentalverband, der separate WM-Qualifikationsspiele durchführt. Italien traf auf Finnland, wieder Frankreich und die Schweiz. Italien verlor diesmal kein Spiel und gab nur beim 0:0 gegen Frankreich einen Punkt ab. Damit waren sie direkt für die WM qualifiziert. Finnland als Gruppenzweiter und trafen in den Playoffs der Gruppenzweiten auf Russland und verlor zweimal mit 1:2, wodurch sich die Russinnen erstmals qualifizierten.
In den USA trafen sie im ersten Spiel auf Europameister Deutschland und erreichten ein 1:1. Das zweite Spiel gegen Südamerikameister Brasilien wurde mit 0:2 verloren. Zwar gewannen sie das letzte Spiel gegen Mexiko mit 2:0, wurden aber nur Dritter. Und da nach der Aufstockung des Teilnehmerfeldes auf 16 Mannschaften die beiden besten Gruppendritten nicht mehr ins Viertelfinale kamen, schied Italien als bester Gruppendritter aus und verabschiedete sich damit für mindestens 20 Jahre von der WM-Bühne. Zudem verpassten sie damit das Fußballturnier der Frauen bei den Olympischen Spielen 2000, an dem neben Australien die sieben besten Mannschaften der WM teilnehmen durften.

### WM 2003 in den USA
Eigentlich sollte die WM 2003 dann wieder in der Volksrepublik China stattfinden. Wegen der SARS-Epidemie wurde das Turnier kurzfristig in die USA verlegt. Damit fand die Weltmeisterschaft zum zweiten Mal in den USA statt. Italien traf in Qualifikation auf Russland, Island und Spanien. Italien begann die Qualifikation mit Niederlagen in Island und gegen Russland. Danach wurden zwar beide Spiele gegen Spanien gewonnen, aber in Russland verloren. Mit einem 0:0 im Heimspiel gegen Island wurde dann auch noch der zweite Platz verpasst. Russland qualifizierte sich direkt für die WM, Island scheiterte in den Playoffs der Gruppenzweiten an England, das im Playofffinale an Frankreich scheiterte, womit sich Frankreich erstmals qualifizierte. Italien verpasste damit auch die Qualifikation für das Fußballturnier der Frauen bei den Olympischen Spielen 2004, an dem aus Europa neben Gastgeber Griechenland nur die beiden besten Mannschaften der WM 2003 teilnehmen durften.

### WM 2007 in der Volksrepublik China
Vier Jahre später fand dann die WM doch zum zweiten Mal in der Volksrepublik China statt. Italien traf in der Qualifikation auf Norwegen, die Ukraine, Serbien und Griechenland. Italien verlor beide Spiele gegen Norwegen und in der Ukraine, weshalb es nur zum dritten Platz reichte, obwohl alle anderen Spiele gewonnen wurden. Da sich diesmal lediglich die Gruppensieger für die WM qualifizierten, qualifizierte sich nur Gruppensieger Norwegen. Italien verpasste damit auch die Qualifikation für das Fußballturnier der Frauen bei den Olympischen Spielen 2008, an dem aus Europa nur die drei besten Mannschaften der WM 2007 teilnehmen durften.

### WM 2011 in Deutschland
Die Qualifikation für die WM zweite WM in Europa verlief zwar etwas besser, am Ende aber ebenfalls erfolglos. In der Gruppenphase wurde Italien immerhin Gruppensieger vor Finnland, Portugal, Slowenien und Armenien. Dabei wurde nur im Heimspiel gegen Finnland mit dem 1:1 die Punkte geteilt. Alle anderen Spiele wurden gewonnen. Diesmal bedeutete der erste Platz aber nicht die direkte Qualifikation für die WM. Stattdessen wurden die acht Gruppensieger für die Play-off-Runde aufgrund der Resultate der Qualifikationsspiele zur Europameisterschaft 2009 und zur Weltmeisterschaft 2011 in jeweils vier gesetzte und ungesetzte Mannschaften aufgeteilt. Italien gehörte damit zu den vier schlechteren Mannschaften und wurde einer Mannschaft aus der oberen Hälfte zugelost. Damit mussten sie gegen Frankreich antreten. Nach einem 0:0 in Frankreich verloren sie das Rückspiel in Gubbio mit 2:3. Frankreich war damit für die WM qualifiziert. Die vier Verlierer spielten nun um einen Platz in den interkontinentalen Playoffs gegen den Dritten der CONCACAF-Qualifikation. Italien musste dafür zunächst gegen die Ukraine antreten. Nach einem 3:0 in Tschernihiw reichte ein 0:0 im Heimspiel für die nächste Runde. Hier war die Schweiz der Gegner. Diesmal musste Italien zuerst daheim antreten und gewann in Treviso mit 1:0. Im Rückspiel in Aarau wurde nach einer torlosen ersten Halbzeit mit 4:2 gewonnen. Damit hatte Italien die interkontinentalen Playoffs erreicht, wo man es vermutlich mit Mexiko, der seit Jahren drittbesten Mannschaft der CONCACAF zu tun bekommen würde. Allerdings gewann Mexiko überraschend im Halbfinale des CONCACAF Women’s Gold Cup 2010 erstmals ein Spiel gegen die USA, wodurch sich die USA nicht direkt qualifizierten. Stattdessen waren sie nun Gegner der Italienerinnen, die zweimal mit 0:1 gegen sie verloren. Damit verpasste Italien wieder die WM und auch das Fußballturnier der Frauen bei den Olympischen Spielen 2012, an dem aus Europa neben Gastgeber Großbritannien nur die zwei besten Mannschaften der WM 2011 teilnehmen durften.

### WM 2015 in Kanada
Vier Jahre später war die Niederlande der letzte Stolperstein auf dem Weg zur WM. Nachdem sich die Mannschaft zwei Jahre zuvor für die EM 2013 qualifiziert hatte und dort erst am Titelverteidiger und späteren Europameister Deutschland gescheitert war, war sie bei der Auslosung der Qualifikation für die WM in Kanada Topf 1 zugeordnet worden. Zugelost wurden Spanien, Rumänien, Tschechien, Estland und Mazedonien. Italien gewann alle Spiele – außer gegen Spanien – und erreichte dabei im letzten Spiel gegen Mazedonien mit dem 15:0 den höchsten Länderspielsieg. In Spanien wurde aber mit 0:2 verloren und im Heimspiel reichte es nur zu einem 0:0. Da die Spanierinnen alle Spiele gegen die anderen Gegner gewannen, qualifizierten sie sich erstmals für die WM. Diesmal konnte sich aber auch einer der vier besten Gruppenzweiten über Playoffspiele für die WM qualifizieren. Italien traf als zweitbester Gruppenzweiter auf die Ukraine und gewann das erste Spiel mit 2:1. Im Rückspiel in der Ukraine lagen sie bis zur 55. Minute mit 0:2 zurück. Dann gelang Melania Gabbiadini zunächst der Anschlusstreffer und dann Rekordnationalspielerin Patrizia Panico der 2:2-Ausgleich, womit sie da dies ihr 108. Länderspieltor war, alleinige Rekordtorschützin der Italienerinnen wurde. Im Playoff-Finale trafen sie dann auf die Niederländerinnen. In Den Haag brachte Gabbiadini Italien mit 1:1 in Führung, Vivianne Miedema, die beste europäische Torschützin der Qualifikation konnte aber ausgleichen. Miedema war es dann auch, die im Rückspiel, dem 200. Länderspiel von Patrizia Panico, mit zwei Toren das Aus der Italienerinnen besiegelte. Italien gelang selber kein Tor, konnte lediglich durch ein Eigentor der Niederländerinnen noch verkürzen, hätte aber wegen der Auswärtstorregel noch zwei Tore schießen müssen. Die Niederländerinnen qualifizierten sich damit erstmals für die WM, Italien verpasste zudem das Fußballturnier der Frauen bei den Olympischen Spielen 2016, an dem aus Europa nur die drei besten Mannschaften der WM 2015 teilnehmen durften.

### WM 2019 in Frankreich
Für die dritte WM in Europa konnte sich Italien wieder qualifizieren. Dabei konnten sie in der Qualifikation Belgien, Moldau, Portugal und Rumänien ausschalten. Nach sieben Siegen qualifizierten sie sich vorzeitig und konnten sich dann im achten und letzten Spiel eine Niederlage gegen Belgien erlauben.
In Frankreich trafen die Italienerinnen auf Australien, Brasilien und erstmals Jamaika, das überhaupt zum ersten Mal dabei war. Im ersten Spiel gegen Australien konnte Torhüterin Laura Giuliani in der 22. Minute zwar einen Strafstoß von Sam Kerr abwehren, war aber gegen den Nachschuss machtlos. In der zweiten Halbzeit konnte Barbara Bonansea nach einem Abwehrfehler der Australierinnen zunächst den Ausgleichstreffer und in der Nachspielzeit noch das Siegtor erzielen. Im zweiten Spiel gegen den WM-Neuling gelangen Cristiana Girelli drei Tore beim 5:0-Sieg. Gegen Brasilien konnten sich die Italienerinnen dann im letzten Spiel eine 0:1-Niederlage leisten, um dennoch Gruppensieger zu werden. Als dieser trafen sie im Achtelfinale auf China. Mit Toren durch Valentina Giacinti und Aurora Galli sicherte sich Italien den Einzug ins Viertelfinale, wo sie auf Europameister Niederlande trafen und mit 0:2 verloren.

### WM 2023 in Australien und Neuseeland
Für die Fußball-Weltmeisterschaft der Frauen 2023 mussten sich die Italienerinnen gegen die Schweiz, Rumänien, Kroatien, Moldau und Litauen qualifizieren. Italien und die Schweiz trafen regelmäßig in Qualifikationen aufeinander, zuvor in der EM-Qualifikation 1984, 1987, 1989, 1991, 2005, 2017 und WM-Qualifikation 1999, 2011. Rumänien war Gegner in der EM-Qualifikation 2009 sowie WM-Qualifikation 2015 und 2019, Kroatien in der EM-Qualifikation 1997 und Moldau in der WM-Qualifikation 2019. Gegen Litauen wurde erstmals gespielt. Die Italienerinnen starteten im Herbst 2021 mit vier Siegen ohne Gegentor, verloren dann aber das Heimspiel gegen die Schweiz mit 1:2. Es blieben die einzigen Gegentore, denn die restlichen Spiele – auch das Rückspiel in der Schweiz – wurden ohne Gegentor gewonnen. Dennoch konnten die Italienerinnen sich erst am letzten Spieltag für die WM qualifizieren, wobei sie davon profitierten, dass die Schweizerinnen im sechsten Spiel in Rumänien nur ein 1:1 erreicht hatten – bis auf die Heimniederlage gegen Italien hatten sie alle anderen Spiele gewonnen und der direkte Vergleich sprach aufgrund der Auswärtstore für die Eidgenossinnen, die sich aber über die Play-offs der Gruppenzweiten für die WM qualifizierten.
Bei der Auslosung am 22. Oktober 2022 wurde Italien der Gruppe mit Schweden, das als Gruppenkopf gesetzt war, Argentinien und Afrikameister Südafrika zugelost, gegen die bei Weltmeisterschaften noch nie gespielt wurde. Gegen Südafrika ist es überhaupt das erste Spiel und gegen Argentinien gab es bisher nur das Spiel um Platz 3 bei der Mundial 1971 in Mexiko, das von der FIFA nicht gezählt wird, und mit 4:0 gewonnen wurde. Nach einem 1:0 zum Auftakt gegen China, kassierten sie mit 0:5 gegen Schweden ihre höchste Niederlage in einem WM-Spiel. Gegen Südafrika hätte ein Remis zum Erreichen des Achtelfinales gereicht. In einem turbulenten Spiel verloren sie aber nach 1:0-Führung und Ausgleich zum 2:2 nach 1:2-Rückstand durch ein Tor in der zweiten Minute der Nachspielzeit mit 2:3, wodurch Südafrika sie vom zweiten Platz verdrängte und erstmals in die K.-o.-Runde einzog.

## Offizielle Spiele
Italien bestritt bisher 15 von der FIFA anerkannte WM-Spiele, von denen sieben gewonnen und sieben verloren wurden, davon eins in der Verlängerung. Ein Spiel endete unentschieden. Italien nahm nie am Eröffnungsspiel teil und spielte nie gegen den Gastgeber, Titelverteidiger und späteren Weltmeister. Italien spielte gegen Mannschaften aller Konföderationen außer Ozeanien. Italien spielte nur gegen afrikanische, europäische und südamerikanische Kontinentalmeister.
Barbara Bonansea, Valentina Giacinti, Manuela Giugliano und Elena Linari bestritten die meisten Spiele (je 8), Cristiana Girelli und die ehemalige Rekordnationalspielerin Carolina Morace erzielten die meisten Tore (je 4).
| Alle WM-Spiele |            |           |             |       |                    |               | |
| Nr.            | Datum      | Ergebnis  | Gegner      | A/H/* | Austragungsort     | Anlass        | Bemerkungen                                                                                                 |
| 1              | 17.11.1991 | 5:0       | Rep. China  | *     | Jiangmen (CHN)     | WM-Vorrunde   | Bisher einziges Spiel gegen die Republik China/Chinese Taipei                                               |
| 2              | 19.11.1991 | 1:0       | Nigeria     | *     | Zhongshan (CHN)    | Vorrunde      | Bisher einziges Spiel gegen eine afrikanische Mannschaft Erstes Spiel gegen einen amtierenden Afrikameister |
| 3              | 21.11.1991 | 0:2       | Deutschland | *     | Zhongshan (CHN)    | Vorrunde      | |
| 4              | 24.11.1991 | 2:3 n. V. | Norwegen    | *     | Jiangmen (CHN)     | Viertelfinale | |
| 5              | 20.06.1999 | 1:1       | Deutschland | *     | Pasadena (USA)     | WM-Vorrunde   | |
| 6              | 24.06.1999 | 0:2       | Brasilien   | *     | Chicago (USA)      | WM-Vorrunde   | Erstes Spiel gegen Brasilien Erstes Spiel gegen einen amtierenden Südamerikameister                         |
| 7              | 27.06.1999 | 2:0       | Mexiko      | *     | Foxborough (USA)   | Vorrunde      | |
| 8              | 09.06.2019 | 2:1       | Australien  | *     | Valenciennes (FRA) | Vorrunde      | |
| 9              | 14.06.2019 | 5:0       | Jamaika     | *     | Reims (FRA)        | Vorrunde      | Erstes Spiel gegen Jamaika                                                                                  |
| 10             | 18.06.2019 | 0:1       | Brasilien   | *     | Valenciennes (FRA) | Vorrunde      | |
| 11             | 25.06.2019 | 2:0       | VR China    | *     | Montpellier (FRA)  | Achtelfinale  | |
| 12             | 29.06.2019 | 0:2       | Niederlande | *     | Valenciennes (FRA) | Viertelfinale | |
| 13             | 24.07.2023 | 1:0       | Argentinien | *     | Auckland (NZL)     | Vorrunde      | |
| 14             | 28.07.2023 | 0:5       | Schweden    | *     | Wellington (NZL)   | Vorrunde      | |
| 15             | 02.08.2023 | 2:3       | Südafrika   | *     | Wellington (NZL)   | Vorrunde      | Erstes Spiel gegen Südafrika                                                                                |

Anmerkung: Die fett gedruckten Mannschaften waren zum Zeitpunkt des Spiels Meister ihrer Konföderation. 
Die italienische Mannschaft erzielte ihre höchsten Siege gegen folgende Länder bei WM-Turnieren:
- Rep. China 5:0 (Vorrunde 1991) – einziges Spiel gegen die Rep. China
- Nigeria 1:0 (Vorrunde 1991) – einziges Spiel gegen Nigeria
- Jamaika 5:0 (Vorrunde 2019) – einziges Spiel gegen Jamaika

Die italienische Mannschaft kassierte ihre höchsten Niederlagen gegen folgende Länder bei WM-Turnieren:
- Niederlande 0:2 (Viertelfinale 2019) – zudem ein 0:2 in einem Freundschaftsspiel 2007
- Schweden 0:5 (Vorrunde 2023) – zudem ein 0:5 in der Qualifikation für die EM 2005
- Südafrika 2:3 (Vorrunde 2023)

## Rekorde
- Die erste Spielerin, die bei einer WM 3 Tore in einem Spiel schoss: Carolina Morace am 17. November 1991 im Spiel gegen die Rep. China, Endstand 5:0.
- Bis 2015 höchster Sieg im ersten WM-Spiel: 5:0 gegen die Rep. China, dann von Kamerun gegen Ecuador mit 6:0 überboten